# Улица Мельникова (Астрахань)
У́лица Ме́льникова — улица в историческом районе Закутумье в центральной части Астрахани. Начинчается от Красной набережной реки Кутум и идёт с юго-запада на северо-восток параллельно улице Калинина. Пересекает улицы Нечаева и Пестеля и заканчивается у площади Карла Маркса.
Преимущественно застроена малоэтажными зданиями дореволюционного периода и памятниками архитектуры.

## История
В 1837 году улица была названа Поперечной Кутумовской, позднее это название также имело формы Поперечно-Кутумовская и Поперечно-Кутумная. В 1924 году последнее было изменено постановлением Междуведомственной комиссии, улица получила своё современное название в честь украинского революционера Ювеналия Дмитриевича Мельникова, погибшего в Астрахани.

### Упоминания в литературе
В доме № 6 по улице Мельникова провёл первые годы жизни Гошка Потехин — главный герой повести Юрия Селенского «Не расти у дороги».

## Застройка
- дом 1/65 —  памятник архитектуры Жилой дом Е. М. Ветлугиной с оградой (конец XIX в.)
- дом 2/67 —  памятник архитектуры Здание 2-й (Рождественской) пожарной части (построено до 1884 г., перестраивалось в начале XX в.)
- дом 6/34 —  памятник архитектуры Жилой дом (конец XIX в.)
- дом 7/41 — Дом Филатова с флигелем (1914 г.)

## Транспорт
По улице Мельникова движения общественного транспорта нет, ближайшие остановки маршрутных такси и автобусов расположены на улице Победы и Красной набережной.